# Sven Hamrin

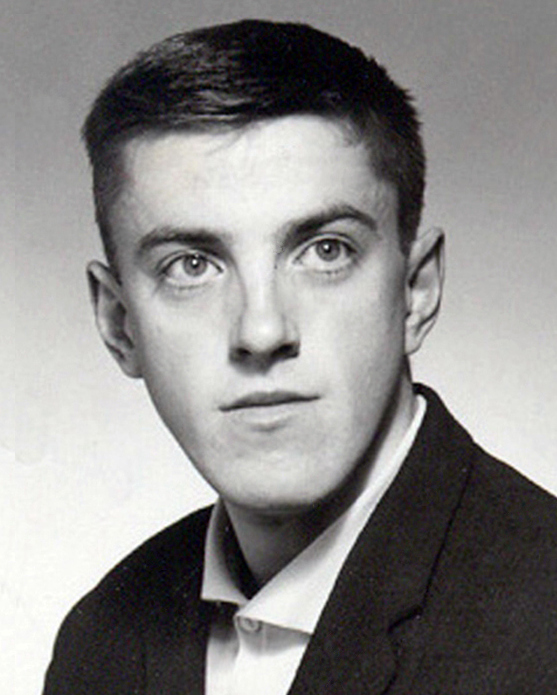
Sven Hamrin (ca. 1964)

Sven Hamrin (* 30. März 1941 in Härnösand; † 25. Januar 2018 ebenda) war ein schwedischer Radrennfahrer.
1964 wurde Sven Hamrin schwedischer Meister im Straßenrennen. Bei einer Rundfahrt in Marokko stürzte er auf einer von den Alliierten im Zweiten Weltkrieg gebauten „Ölstraße“ und musste mit 42 Stichen genäht werden. Am Tag darauf musste er aufs Rad gehoben werden, dennoch fuhr er die Rundfahrt zu Ende.
Im selben Jahr startete Hamrin bei den Olympischen Spielen in Tokio. Im Mannschaftszeitfahren errang er die Bronzemedaille, gemeinsam mit drei der vier Fåglum-Brüder, Erik, Sture und Gösta Pettersson. Im olympischen Straßenrennen belegte er Platz 50. Bei den Straßenradsport-Weltmeisterschaften 1964 kam er mit dem schwedischen Straßenvierer im Mannschaftszeitfahren auf den 7. Rang. 1964 und 1965 gewann er zudem das schwedische Radrennen Solleröloppet.
1966 erlitt Hamrin bei einem Verkehrsunfall schwere Verletzungen. Gemeinsam mit vier anderen Sportlern war er auf dem Weg zurück von einem Radrennen in Norwegen. Die anderen vier Insassen kamen ums Leben; Hamrin, der auf dem Beifahrersitz gesessen hatte, lag anschließend vier Wochen im Koma. Laut Aussage seiner Ärzte überlebte er nur dank seiner hervorragenden körperlichen Konstitution. Durch den Unfall war sein Bein um sieben Zentimeter verkürzt, mit einem speziell angefertigten Schuh nahm er aber an kleineren Rennen teil. Er startete 1971 bei einer Bezirksmeisterschaft und gewann in den 1980er Jahren eine Medaille bei einem Masters-Wettbewerb.
2018 starb Hamrin nach kurzer Krankheit in einem Altersheim in seiner Heimatstadt Härnösand.